# عز الدين الشيخ خليل
عز الدين الشيخ خليل (حوالي 1962/1964 – 26 سبتمبر 2004) من حي الشجاعية في مدينة غزة، حاليًا معقلًا لحركة حماس، كان أحد الأعضاء البارزين في الجناح العسكري لمنظمة حماس الفلسطينية الإسلامية عندما قتل بواسطة إعداد سيارة مفخخة في 26 سبتمبر 2004 في حي الزاهرة جنوب دمشق، سوريا. على الرغم من أنه لم تعلن أي مجموعة مسؤوليتها عن اغتياله، فإنها تتسق مع الاغتيالات السابقة التي ترعاها إسرائيل، ومع التعهدات الإسرائيلية باغتيال قادة حماس.
سيارة باجيرو البيضاء ذات الدفع الرباعي التي كان لتوه قد بدأ تشغيلها قد دمرت تمامًا واشتعلت فيها النيران، مما جعل الجثة تتفحم ويصعب التعرف عليها. وتم تجميع الأجزاء وكشطت من المقعد الخلفي ليتم إعادتها إلى مستشفى قريب للتعرف على هويته. وقد حطم الانفجار الزجاج الأمامي لسيارة أخرى ونوافذ الطابق الأرضي والثاني المجاورة، وجرح ثلاثة مدنيين سوريين.
وكان الجيش الإسرائيلي قد ذكر أن تفجيرين للحافلات أسفرا عن مصرع 16 مدنيًا في مدينة بئر السبع جنوبي إسرائيل في 31 أغسطس سيتم الرد عليهما بحملة اغتيال جديدة ضد قادة حماس.
وقد نفي خليل من الأراضي الفلسطينية في عام 1992، وهو أحد بين مجموعة من حوالي 400 ناشط فلسطيني تم ترحيلهم إلى مرج الزهور في لبنان في مطلع التسعينيات. واتخذ من دمشق مقرا له مع كبار قادة حماس الآخرين، وهي منطقة أكثر أمنا من الضفة الغربية و‌قطاع غزة.